# Istanbul Modern
L'Istanbul Modern (nom complet en turc, İstanbul Modern Sanat Müzesi, català: Museu d'Art Modern d'Istanbul), és un museu privat d'art contemporani situat al barri de Karaköy del districte Beyoğlu d'Istanbul, Turquia. Fundat l'11 de desembre de l'any 2004 pel grup d'empreses Eczacıbaşı Holding, té per objectiu principal "compartir la creativitat artística de Turquia amb audiències àmplies i promoure la seva identitat cultural amb la comunitat artística internacional". Levent Çalıkoglu és el curador en cap del museu i Oya Eczacıbaşı n'és la presidenta de la junta. El museu exhibeix principalment obres d'artistes turcs, com Hoca Ali Rıza, Burhan Doğançay, Fahrelnisa Zeid, Ömer Uluç o Sarkis, però també d'artistes internacionals, com Olafur Eliasson, Doug Aitken, Anselm Kiefer o Julian Opie.
L'edifici d'Istanbul Modern, anomenat Antrepo #4, construit el segle XIX i que originalment feia la funció de magatzem, va ser acondicionat en la seva forma actual per la firma arquitectònica turca Tabanlıoğlu. El museu estava situat a la riba del Bòsfor, on ocupava una superfície de 8.000 m². Les exposicions del museu estaven distribuïdes en dues plantes: A la planta de dalt, s'hi trobava la col·lecció permanent, la botiga i el restaurant, mentre que a la planta inferior s'hi trobaven les exhibicions temporals, així com el cinema i la llibreria d'art.
Catorze anys després de l'obertura, el 2018, el museu es va traslladar temporalment a l'edifici històric de l'Union Française, construït l'any 1896 per l'arquitecte otomà Alexandre Vallaury, situat a Beyoğlu.